# جيف روبسون
جيف روبسون (بالإنجليزية: Jeff Robson)‏ هو لاعب دوري الرغبي أسترالي، ولد في 5 أغسطس 1982 في ليتون في أستراليا.